# LD G 2x2/2
Als G 2x2/2 wird eine Tenderdampflokomotive der Bauart Mallet bezeichnet, die durch die Landquart–Davos-Bahn im Jahr 1891 in zwei Exemplaren beschafft wurden.

## Geschichte
Die Lokomotiven wurden durch Maffei in München hergestellt. Als Verkaufspreis wird 68.400 Schweizer Franken angegeben. Die G 2x2/2 kamen 1891 als Nr. 6 & 7 bei der Landquart–Davos-Bahn in Betrieb und wurden 1895 in Nr. 21 & 22 umnummeriert.
Die Lokomotiven wurde anlässlich eines Kesselwechsels 1910/11 umgebaut. Sie erhielten dabei eine führende Laufachse, wurde also den zuletzt gelieferten G 2/3+2/2 angepasst. Der Kesseldruck blieb allerdings bei 12 atü. Beide Lokomotiven wurden nach ihrer Ausmusterung 1920 an die Schürfungsgesellschaft Companhia de Mineração Santa Matilde Brasilien verkauft.
Noch im selben Jahre 1920 verkaufte Santa Matilde beide Lokomotiven an das Eisenbahnunternehmen Rede Sul Mineira de Viação (SM) im Süden des Bundesstaates Minas Gerais weiter, wo sie als Typen 2-4+4-0T die Betriebsnummern 241 (Fabriknummer 1613) beziehungsweise 242 (Fabriknummer 1614) erhielten.
Von 1937 zu 1938 wurde die Lokomotive 242 (Fabriknummer 1614) in den SM-Werkstätten von Divinópolis, MG, in eine Schlepptenderlokomotive Types 2-4+4-0 umgebaut. Ihre Betriebsnummer wurde dabei von 242 in 330 geändert. 1938 nahm die SM an der Lokomotive 241 (Fabriknummer 1613) in Divinópolis dieselben Umbauarbeiten vor und nummerierte sie von 241 auf 331 um. Möglicherweise wurden die Umbauarbeiten nicht vollendet: im RMV-Bericht von 1940 ist Lokomotive 331 als ausser Dienst gestellt verzeichnet.
Von 1938 zu 1939 wurde die SM zusammen mit der OM (Estrada de Ferro Oeste de Minas) und verschiedenen kleineren Eisenbahnunternehmen im Bundesstaat Minas Gerais zur Rede Mineira de Viação (RMV) zusammengefasst. 1939 wurden alle betroffenen Lokomotiven umnummeriert. Lokomotive 330 (Fabriknummer 1614) erhielt bei RMV die neue Betriebsnummer 156. Aber schon 1941 stellte RMV sie ausser Dienst.
Auch findet sich ein Hinweis darauf, dass die Umbauarbeiten an Lokomotive 331 (Fabriknummer 1613) nicht vollendet worden sein könnten; sie erscheint nicht in der neuen Betriebsnummernauflistung der RMV, man weiss sogar nicht ob ihre neue RMV-Betriebsnummer 155 oder 157 sein sollte.
Ab 1944 erscheinen beide Lokomotiven nicht mehr in den Lokomotivlisten von der RMV.

## Liste der G 2x2/2 der RhB
| Betriebs- nummer | Inbetriebnahme | Fabrik- nummer | Name     | Ausran- gierung | Verbleib                                                                          |
| ---------------- | -------------- | -------------- | -------- | --------------- | --------------------------------------------------------------------------------- |
| 6                | 23.06.1891     | 1613           | Scaletta | 1920            | 1895 Umzeichnung G 4 21, 1920 Verkauf an RSM, 1940 ausrangiert, 1944 verschrottet |
| 7                | 01.07.1891     | 1614           | Albula   | 1920            | 1895 Umzeichnung G 4 22, 1920 Verkauf an RSM, 1941 ausrangiert, 1944 verschrottet |